# 藝術映画社
藝術映画社（げいじゅつえいがしゃ）は、かつて存在した日本の映画製作会社。「GES」（ゲス）とも呼ばれた。石本統吉、厚木たか、水木荘也、井上莞ら記録映画史に名を残す映画作家や持永只仁らアニメーションの担い手を輩出した。

## 概要
- 1935年、大村英之助と染谷格（後にテアトロ誌の発行人となる）が創業[1][2]。第1回作品は『朝鮮の旅』[1]。
- 1936年、南不競監督・構成『郵便物語 遞信シリーズ・第一扁』（32分・35ミリ、逓信博物館指導）製作。
- 1937年、村山英治（後に桜映画社創業者）が企画部に入社[3]。
- 1938年、芸術映画社機関紙『文化映畫研究』（1940年まで）を発行。同年、瀬尾光世の「瀬尾プロダクション」を吸収。「のらくろ虎退治」『テク助物語 日の丸旗之助 山賊退治』（10分、瀬尾光世、三木四郎監督）を製作。
- 1939年、石本統吉監督、井上莞ら撮影の記録映画「雪国」が公開され、文部大臣賞受賞。同年、小河内ダムの建設で沈む小河内村を描いた『ダムの立つ村』、アルコール用の甘薯増産映画『アルコール』（大蔵省専売局の指導）[1]。同年12月15日、持永只仁が漫画映画班に入社[4]。瀬尾光世の下で日本で初めての多層式アニメ撮影台を開発[5]。
- 1940年、木炭増産映画『製炭報國隊』（国民精神総動員中央本部の企画）、今泉善珠監督『機関車C57』製作[1]。『南支経済』（38分・中華電影公司提携）、アニメーション『あひる陸戰隊』（13分、瀬尾光世監督・撮影・作画、1940年)、『テク助物語 四十匹の狼』（瀬尾光世監督、栗原有蔵脚本）製作。
- 1941年、中国南部の大河を題材にした記録映画『珠江』（芸術映画社=中華電影公司）。同年、井上莞が海軍飛行予科練習生の訓練を記録した航空映画「空の少年兵」を発表が映画雑誌のベストテン選出で文化映画部門の第1位となる[1]。同年アニメーション『アリチャン』（11分、瀬尾光世監督・作画、持永只仁動画、1941年）制作。
- 1942年、水木荘也監督、厚木たか構成「或る保姆の記録」。中国南部の大河を題材にした記録映画『珠江』（石本統吉、亀田利喜夫、八名正共同演出）、起重機工場を描いた水木荘也監督『勝利への生産』（35分・35ミリ）を製作。
- 1943年3月、政府から受託したアニメーション『桃太郎の海鷲』公開。同年、芸術映画社を一旦解散し、7社の文化映画各社と朝日映画製作が合併して朝日映画社に統合された。朝日映画社は1945年敗戦の際に一旦解散した後、同年12月再発足するも、迷走を繰り返し、1949年2月に債務超過のため業務停止となり解散した。